# تحليلات نتائج المفاعلات الحديثة

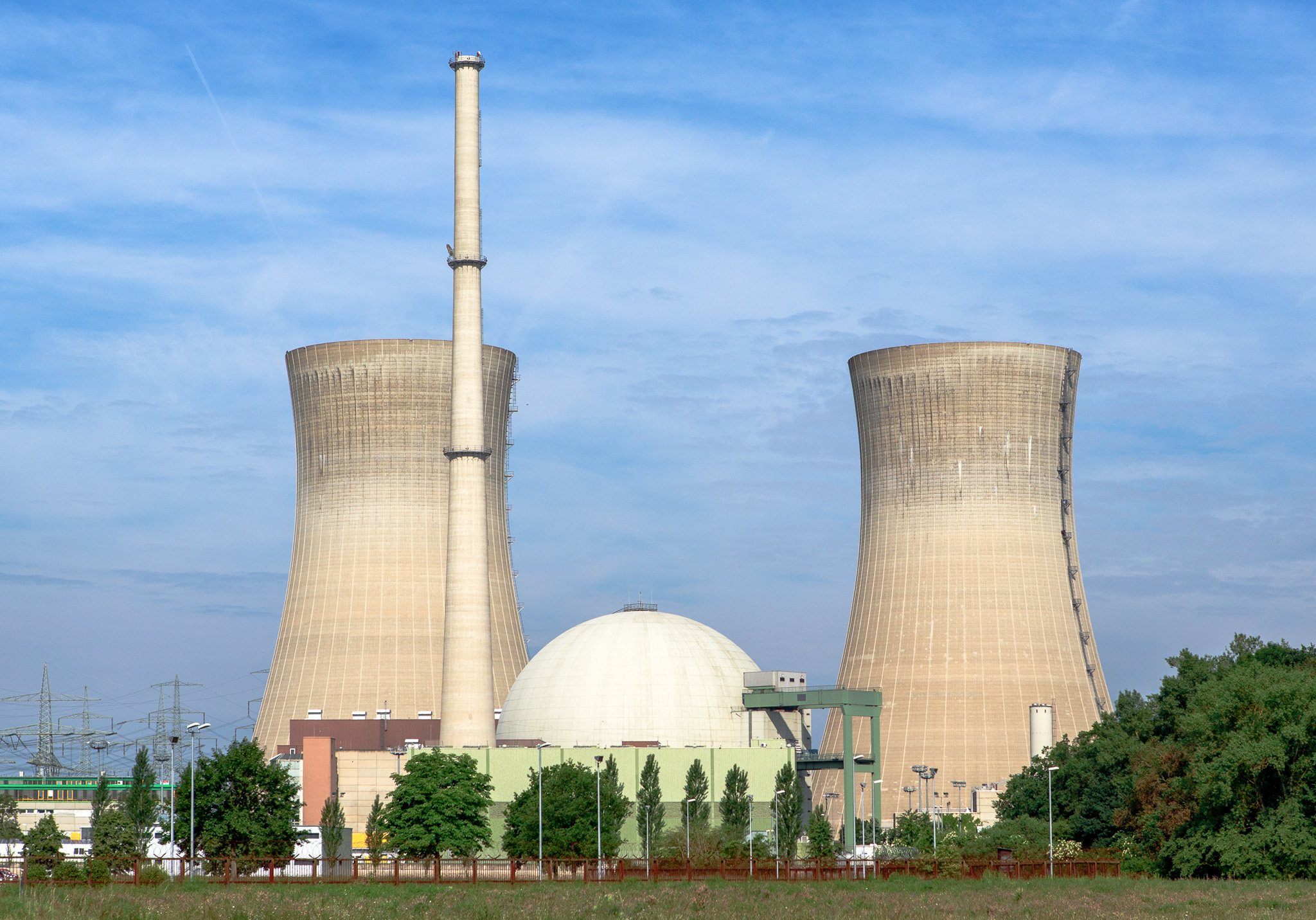
محطة طاقة نووية

تحليلات نتائج المفاعلات الحديثة (SOARCA) هي دراسة لسلامة محطات الطاقة النووية أجرتها لجنة التنظيم النووي.

## الغرض
الغرض من تحليلات نتائج المفاعلات الحديثة هو تقييم التأثير المحتمل على السكان بسبب حوادث الإشعاع الكبيرة التي قد تحدث في محطات الطاقة النووية. تعمل هذه الدراسة الجديدة على تحديث الدراسات القديمة بأحدث نماذج الكمبيوتر الحديثة وتتضمن تحسينات جديدة لسلامة المحطة.

## روابط خارجية
- SOARCA Website